# Liste de films australiens sortis dans les années 2020
La page ci-dessous regroupe les films australiens sortis dans les années 2020. Ils sont triables par titre sorti en France, titre original, réalisateur, année de sortie (première mondiale) et autres pays producteurs (en cas de coproduction).

## Liste des films
| Titre en France | Titre original   | Réalisateur | Date de sortie | Autres pays producteurs |
| --------------- | ---------------- | ----------- | -------------- | ----------------------- |
|                 | Combat Wombat    |             |                |                         |
|                 | 100% Wolf        |             |                |                         |
|                 | Slim & I         |             |                |                         |
|                 | The Wishmas Tree |             |                |                         |
|                 | High Ground      |             |                |                         |
|                 | Rams             |             |                |                         |
|                 | The Dry          |             |                |                         |

### Sites généraux
- (en) Liste de films australiens sur l'Internet Movie Database
- (en) The Best of Australian Film

### Divers
| Organismes nationaux - (en) Screen Australia - (en) National Film and Sound Archive of Australia (NFSA) - (en) Australian Film Commission (AFC) - (en) Australian Film, Television and Radio School (AFTRS) - (en) Film Australia - (en) Australian Film Finance Corporation (FFC) - (en) Australia Council - (en) Office of Film and Literature Classification (OFLC) - (en) Australian Film Institute (AFI) - (en) Australian Screen Directors Association (ASDA) - (en) Film and Television Institute, Perth (FTI) Organismes d’État - (en) Pacific Film & Television Commission - (en) Film Victoria - (en) South Australian Film Corporation (SAFC) - (en) New South Wales Film and Television Office (NSWFTO) - (en) Darwin Film Society - (en) Melbourne Super 8 Film Group - (en) « NT Filmmakers Association »(Archive.org • Wikiwix • Archive.is • Google • Que faire ?) - (en) ACT Filmmakers' Network | Festivals - (en) Flickerfest Short Film Festival - (en) Melbourne Queer Film & Video Festival - (en) Tropicana/Tropfest Short Film Festival - (en) IF (Inside Film magazine) Awards - (en) Brisbane International Film Festival - (en) Festival of Perth Film Season - (en) Melbourne International Film Festival - (en) Sydney Film Festival - (en) Newtown Flicks Short Film Festival Collections et ressources - (en) australianscreen Australia's audiovisual heritage online - (en) filmtvbiz - (en) ACMI Collections - (en) AFI Library - (en) Cinephilia - (en) Australian War Film Archive - (en) Australian WWW Film & Television Production Service Autres - (en) Australian Centre for the Moving Image (ACMI) - (en) Reading Room resources |